# Ammothea hesperidensis
Ammothea hesperidensis là một loài nhện biển trong họ Ammotheidae. Loài này thuộc chi Ammothea. Ammothea hesperidensis được miêu tả khoa học năm 2000 bởi Munilla.